# Watchtower Library
Watchtower Library (pol. Biblioteka Strażnicy) – bezpłatny program komputerowy wydawany corocznie przez Towarzystwo Strażnica. Pierwsze wydanie ukazało się w roku 1994. Edycja z 2019 roku jest dostępna w 69 językach. Program ten zawiera publikacje Świadków Jehowy w wersji elektronicznej, wydane drukiem od roku 1950. Od wersji 2007 jest dostępny w języku polskim, a od wersji 2015 na DVD, która posiada opcję comiesięcznej autoaktualizacji. Od sierpnia 2018 roku bezpłatna wersja instalacyjna na komputery z systemem Windows jest dostępna na stronie internetowej jw.org, gdzie można dokonywać aktualizacji.
W wydaniach z lat 2009–2014 zawiera dodatkowy program „Watchtower Library Mobile”, możliwy do uruchomienia na małych, przenośnych urządzeniach, działających pod systemem operacyjnym Windows Mobile. Program zawiera funkcję synchronizacji, umożliwiającą otwieranie tego samego dokumentu w różnych wersjach językowych Watchtower Library, zainstalowanych i uruchomionych w komputerze.